# Adolphe Clément-Bayard
Pour les articles homonymes, voir Clément.

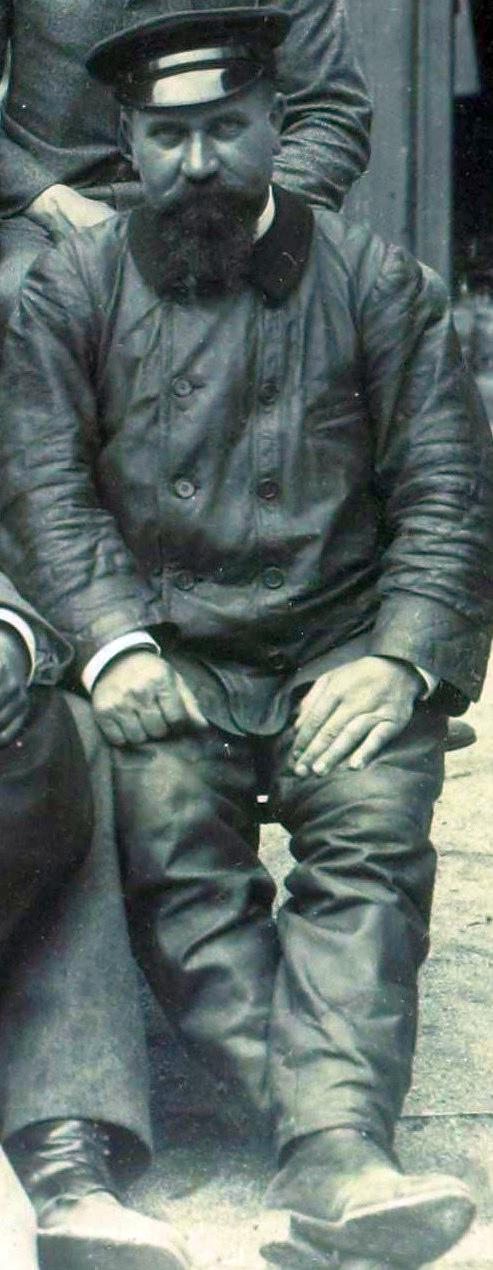
Adolphe Clément au Tour de France automobile en 1899.

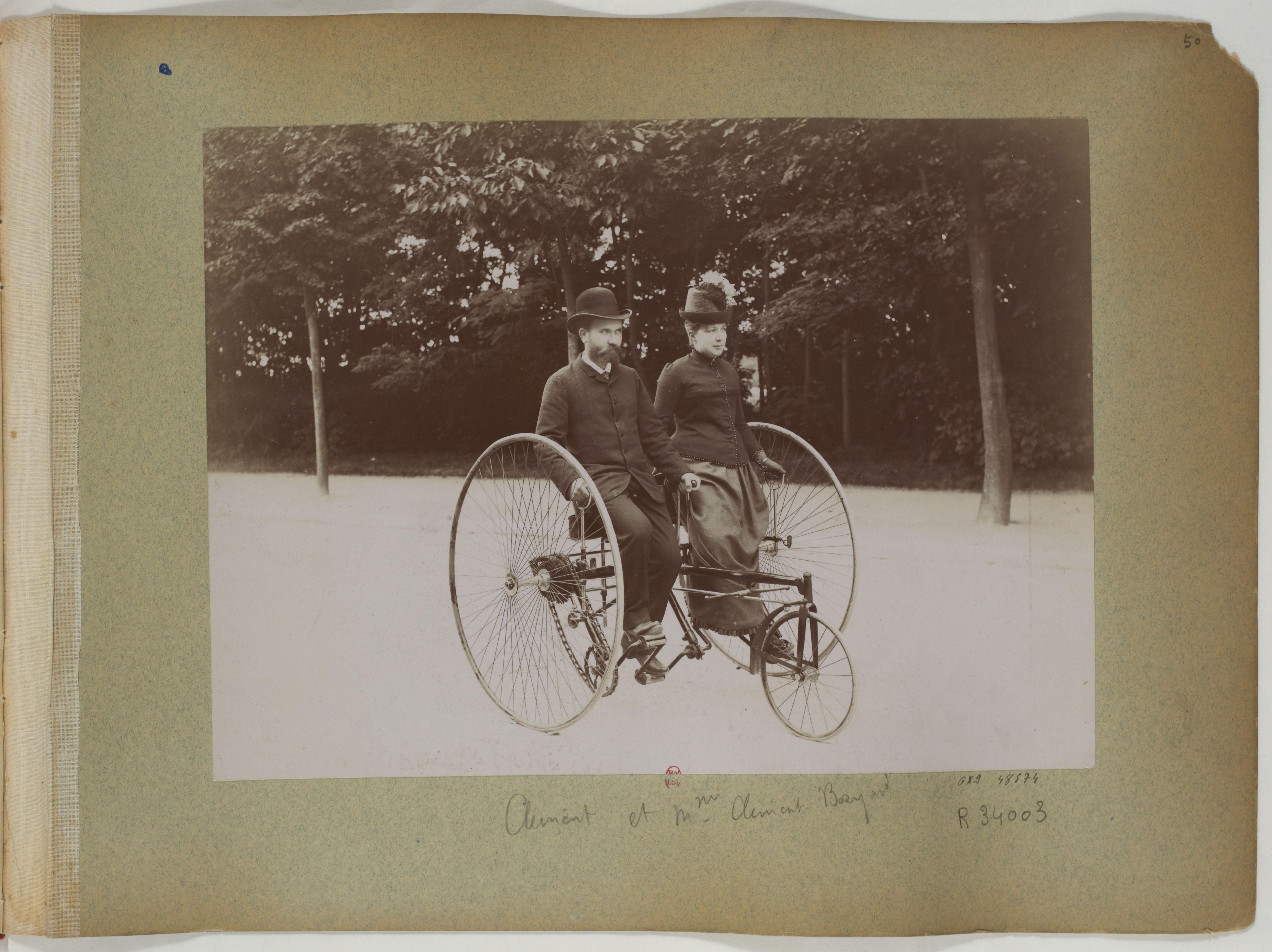
Adolphe Clément et son épouse (1895, photo Jules Beau).

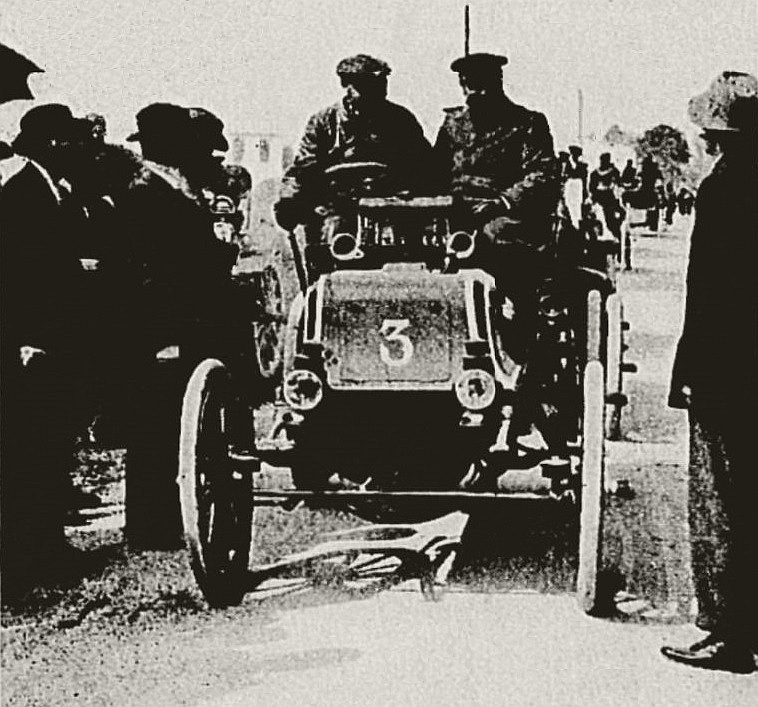
Adolphe Clément sur la Panhard du Prince Orloff, vainqueur du 3e prix d'Amsterdam en 1898.

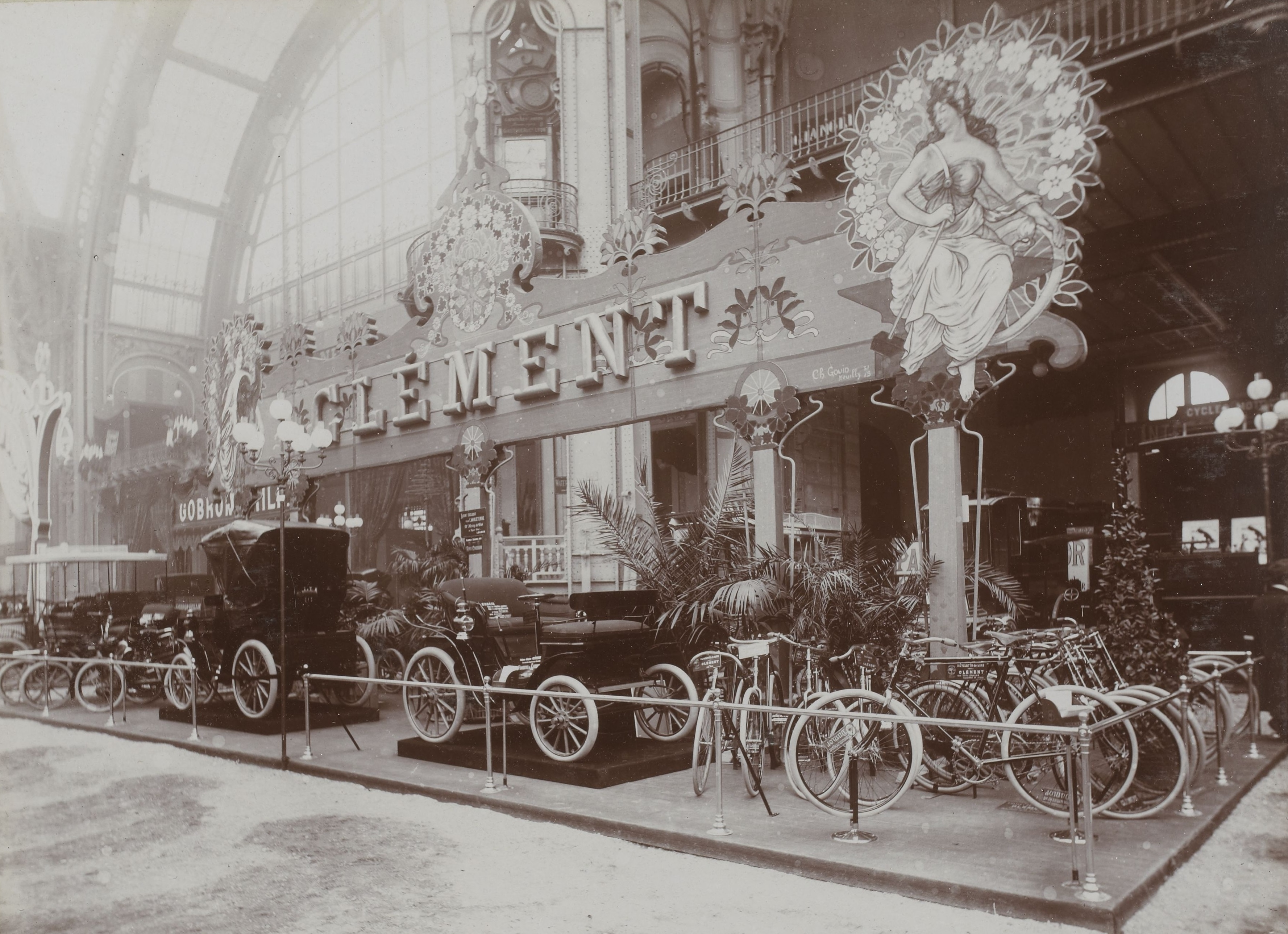
La marque Clément au Salon de l'automobile, du cycle, et des sports (1901).

Gustave  Adolphe Clément, également connu à partir de 1909 sous le nom de Clément-Bayard, né le 22 septembre 1855 à Pierrefonds, Oise, mort à Paris le 10 mai 1928, est un industriel français, constructeur de cycles, d'automobiles et de matériels aéronautiques de 1878 à 1922.
D'origines modestes, travailleur, perspicace et innovateur, il profite de l'émergence de l'industrie du cycle puis de l'automobile pour devenir l'un des plus grands industriels français du début du XXe siècle. Et ceci par ses talents d'entrepreneur, ses qualités de gestionnaire et ses paris industriels.

## Biographie

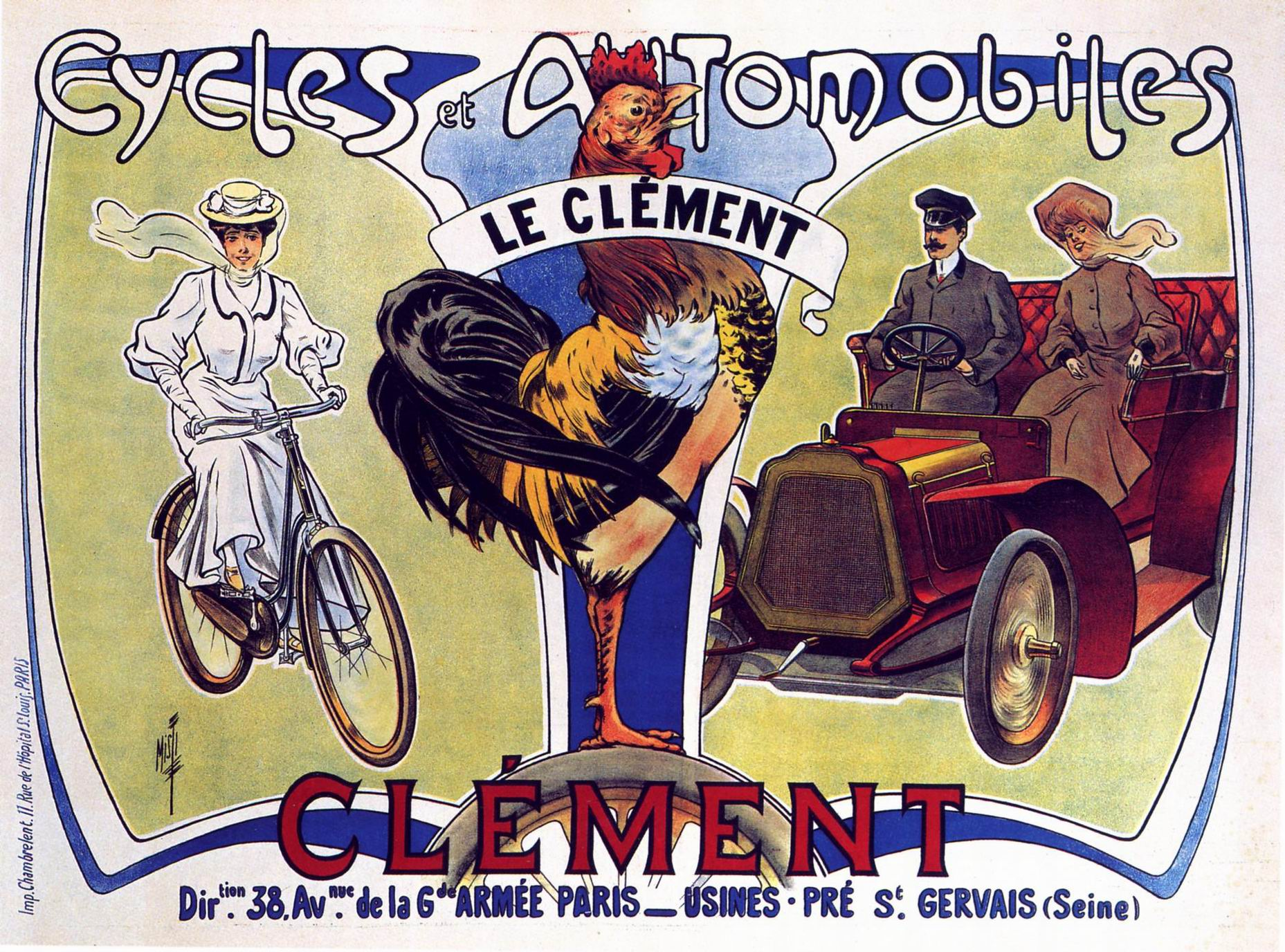
Affiche publicitaire de 1902 par Misti.

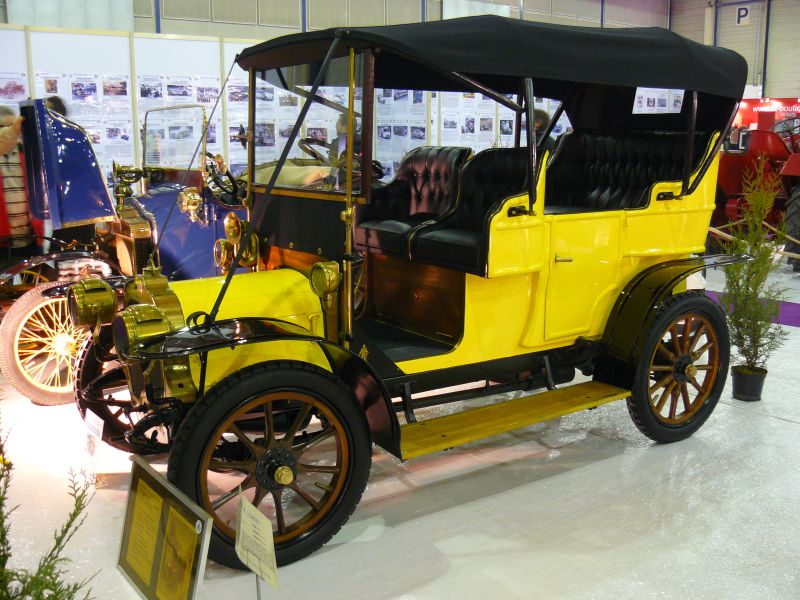
Modèle Clément-Bayard Double Phaëton 1908.

### La fabrication de cycles puis d'automobiles

#### Les cycles Clément etCie
Simple ouvrier serrurier, il gravit progressivement les échelons.
En 1878, il s'installe fabricant de vélocipèdes à Paris, au no 20 de la rue Brunel. Il emploie alors cinq ouvriers et ses premiers modèles remarqués sortent en 1880.
En septembre 1879, il crée une fonderie à Tulle, mais des difficultés financières l'obligent à la revendre.
Dès 1890, il devient le premier fabricant de cycles français (devant Peugeot), puis, en 1891, il acquiert la licence de fabrication du pneu Dunlop et le fabrique dans un nouvel atelier quai Michelet à Levallois ainsi qu'au no 11 rue Brunel. En devenant le représentant exclusif en France des pneus Dunlop pour cycles — et plus tard, pour automobiles —, il gagne son pari industriel et commercial qui lui rapporte une fortune. Son atelier occupe alors tout le no 20 rue Brunel, une partie du no 18 et une partie de la maison située au no 27 de la rue Saint-Ferdinand : il y  fait travailler quatre cents ouvriers.
En 1893, il fait construire le « vélodrome de la Seine » à Levallois-Perret.
Il est nommé chevalier de la Légion d'honneur en 1894. La même année, il embauche un coureur cycliste, Henri Desgrange, comme directeur sportif, les courses constituant une vitrine pour l'entreprise. Ce directeur sportif marquera l'histoire du sport en créant une décennie plus tard le Tour de France.

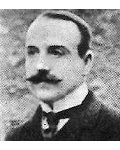
Le comte de Shrewsbury and Talbot

#### Automobiles Clément-Gladiator
Il s'associe en 1896 avec le constructeur français Gladiator, fondé par Alexandre Darracq, et sort son premier véhicule automobile sous le nom de Clément-Gladiator. Il crée à Mézières en 1895-1896 une fabrique de pièces détachées pour cycles et automobiles, l'usine La Macérienne, puis une autre usine, sur le site d'un ancien camp d'entraînement militaire, et enfin une fonderie. 
En 1897 l'équipage Clément-Gladiator finit septième du premier tour de France automobile, sur Panhard & Levassor, et Marius Barbarou pilote souvent ses voitures en course entre 1901 et 1902, mais il faut mentionner également Henri Tart, Paul Vonlatum, puis Maurice Fournier et René Hanriot, pour l'ensemble des compétitions. 
En 1900, Clément intègre la commission d'exécution des concours dans la catégorie « automobilisme » pour les Sports de l'exposition universelle de 1900 — laquelle est non reconnue officiellement par le Comité olympique —, durant l'année des Jeux olympiques d'été de 1900, alors qu'il préside le conseil d'administration de Panhard & Levassor. Dans l'Empire russe, Louis Mazy s'illustre aussi alors sur ses matériels et les voitures Clément remportent plusieurs courses aux alentours de Saint-Pétersbourg entre 1898 et 1900.

#### Clément-Bayard et licences
À partir de 1901, Adolphe Clément prend son essor au sein de la jeune industrie automobile en bâtissant une vaste usine à Levallois-Perret, où il assemble des voitures légères, économiques et endurantes, au moteur deux et quatre cylindres, placé à l'avant. Il y accueille ainsi durant six mois pour parfaire sa formation en mécanique et en conduite la future championne anglaise Dorothy Levitt à la demande de son partenaire économique S.F. Edge, le propriétaire londonien de Napier & Son. Cette usine modèle de 30 000 mètres carrés est un projet préparé sur plusieurs années et nourri de ses nombreux voyages aux États-Unis.
En 1903, Adolphe Clément rompt le partenariat avec Gladiator et perd le droit d'utiliser la marque Clément pour ses voitures : il adopte plus tard celui de « Bayard » qu'il accole à son patronyme, nom choisi parce que la statue du chevalier Bayard était située en face de son usine de métallurgie, et approvisionnait l'usine mère de Levallois-Perret. La statue du chevalier Bayard, reproduite en figurine, devient l’emblème de sa nouvelle société. Depuis 1903 également, en Angleterre, il s'est associé avec le richissime comte de Shrewsbury and Talbot pour construire sous licence Outre-Manche des automobiles Clément, la marque devenant Clement-Talbot Vehicules, entre autres. Austin produisit aussi des British Gladiator vers 1907.
En 1904, il est promu officier de la Légion d'honneur.
En 1906, son gendre Albert Dumont remporte la coupe du Matin sur voiture de tourisme de l'usine de 16 chevaux, après un périple de régularité de 26 jours et de plus de 6 000 kilomètres à travers toute la France, sans point de pénalité.
En 1908, ses voitures participent entre autres aux Grand Prix de l'A.C.F. et des États-Unis, avec les pilotes Lucien Hautvast et Victor Rigal, ainsi que Fernand Gabriel pour la France.
En 1909, il obtient du Conseil d'État l'autorisation d'ajouter, pour lui et sa descendance, le nom de Bayard à celui de Clément, tant pour son nom de famille que pour sa marque qui devinrent ainsi officiellement Clément-Bayard.

### La construction de dirigeables
À partir de 1908, Adolphe Clément-Bayard, après avoir fait fortune, d'abord dans la fabrication de vélocipèdes et en tant qu'importateur des pneus Dunlop, puis en tant que constructeur automobile, se lance dans la construction de dirigeables dont il fait construire les enveloppes par la société Astra. Il construira plusieurs dirigeables sous le nom Clément-Bayard qui survolèrent le nord de la France, entre 1908 et la Première Guerre mondiale. Ainsi, le Clément-Bayard no 1 pour sa première longue excursion survolera entre autres Paris le 1er novembre 1908, lors d'un raid aérien Sartrouville-Compiègne aller-retour. Le 16 octobre 1910, le dirigeable français souple Clément-Bayard-II (78,50 m de long), construit dans l’Oise par Adolphe Clément-Bayard, fut le premier à traverser la Manche, en parcourant en 6 heures le trajet de Breuil-le-Sec (Oise) à Londres (390 km), à la vitesse moyenne de 65 km/h et avec 7 personnes à son bord. L’entreprise Clément-Bayard construisit à l'époque, dans ses usines de la Motte Trosly-Breuil, six dirigeables. Au début de la Première Guerre mondiale, sur les six des dirigeables de l’armée française, trois sont des Clément-Bayard.
Le 17 mai 1907, il vit un drame, la perte de son fils Albert, au cours du Grand Prix de France. Très affecté par ce deuil, il finira par quitter la direction de la société en 1914 qu'il confiera à son second fils Maurice plus passionné par l'aviation. 
Il est promu commandeur de la Légion d'honneur en 1912. En juin 1914, il est arrêté dans l'Empire allemand, accusé d'espionnage.
Le 3 août 1915, la chambre des requêtes de la Cour de cassation rend un arrêt célèbre, communément appelé arrêt Clément-Bayard, sur le thème de l'abus du droit de propriété.
La grande usine de Levallois-Perret est vendue à Citroën en 1922, ce qui permet à cette marque de sortir sa première voiture vraiment populaire, la 5 CV, largement inspirée des voitures Clément-Bayard. 
Adolphe Clément-Bayard meurt d'une crise cardiaque au volant de sa voiture, en plein Paris, en se rendant à une réunion d'un conseil d'administration en 1928. Le cycle, l'automobile puis l'aviation : Adolphe Clément a révolutionné le monde de l'industrie.
À sa mort, il résidait au no 35 avenue du Bois-de-Boulogne.
Il repose dans un mausolée avec quelques membres de sa famille dans le parc de son ancien domaine du bois d'Aucourt près de Pierrefonds dans l'Oise.

## Distinctions
- Commandeur de la Légion d'honneur (décret du 1er novembre 1912). Il est fait commandeur par Henry Huard le 13 décembre 1912. Il est fait chevalier par Frédéric-Guillaume Kreutzberger en 1894 et promu officier en 1904.

## Réalisations de l'entreprise

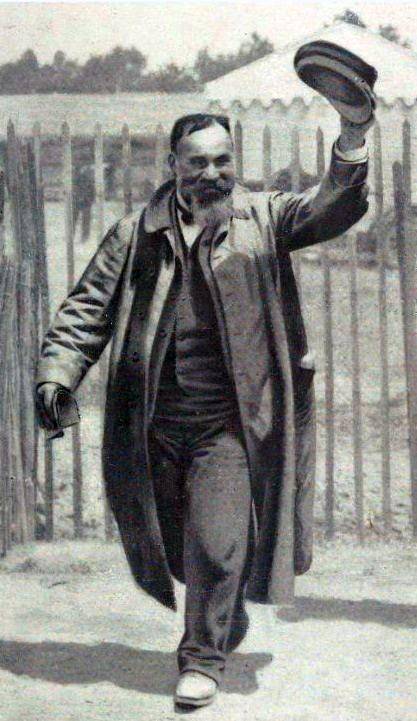
Adolphe Clément-Bayard en 1906.

### Principaux modèles d'automobiles
- 3 CV : voiturette produite en 1898 équipée d'un moteur monocylindre de 326 cm3 et d'une puissance de 3 CV. L'usine s'appelait Clément et Cie.
- VCP-Panhard : produite en 1900, ce fut la première voiture estampillée Clément-Bayard. Avec une mécanique d'origine Panhard et Levassor, elle était équipée d'un moteur monocylindre de 765 cm3 et d'une puissance maximale de 3,5 CV.
- 12 CV : la dénomination indiquait la puissance fiscale de cette voiture équipée d'un moteur quatre cylindres de 2 296 cm3 d'une puissance maximale de 16 CV à 1 200 tr/min. Cette voiture faisait partie des trois modèles lancés en 1903.
- 2K : héritière de la 12 CV, elle fut commercialisée en 1904, le moteur fut modifié afin d'atteindre la puissance de 20 CV.

### Les dirigeables
- no 1, premier vol : 29 octobre 1908[15].
- no 2, premier vol : 1er juin 1910.
- no 3 (le Dupuy-de-Lôme), premier vol : 1er mai 1912.
- no 4, premier vol : 1911.
- no 4 modifié, premier vol : 13 août 1913.
- no 5 (livré à la Russie), premier vol : 9 février 1913.
- Le Montgolfier, premier vol : 31 juillet 1913.

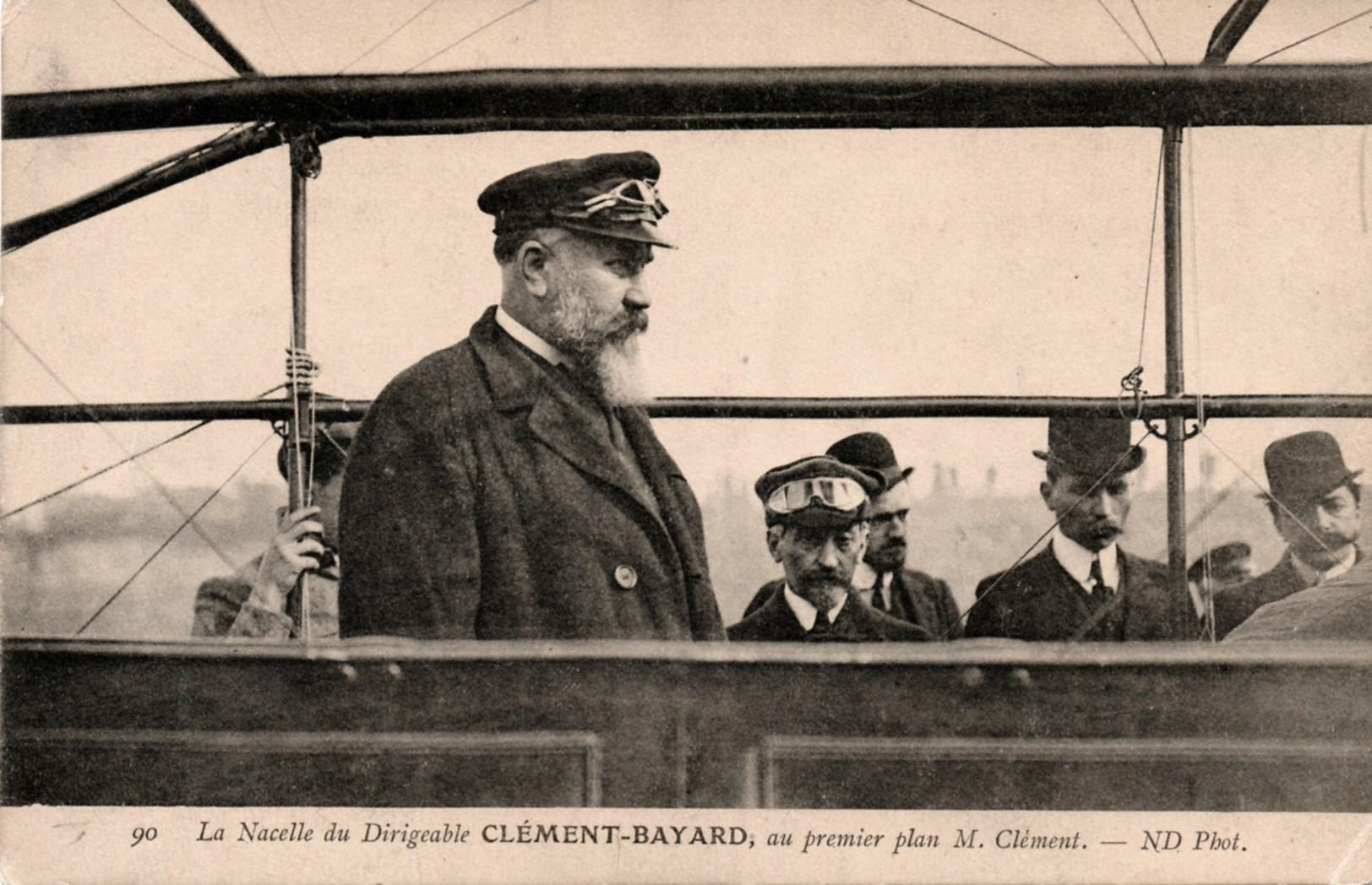
Adolphe Clément Bayard en 1908 dans la nacelle de son premier dirigeable.
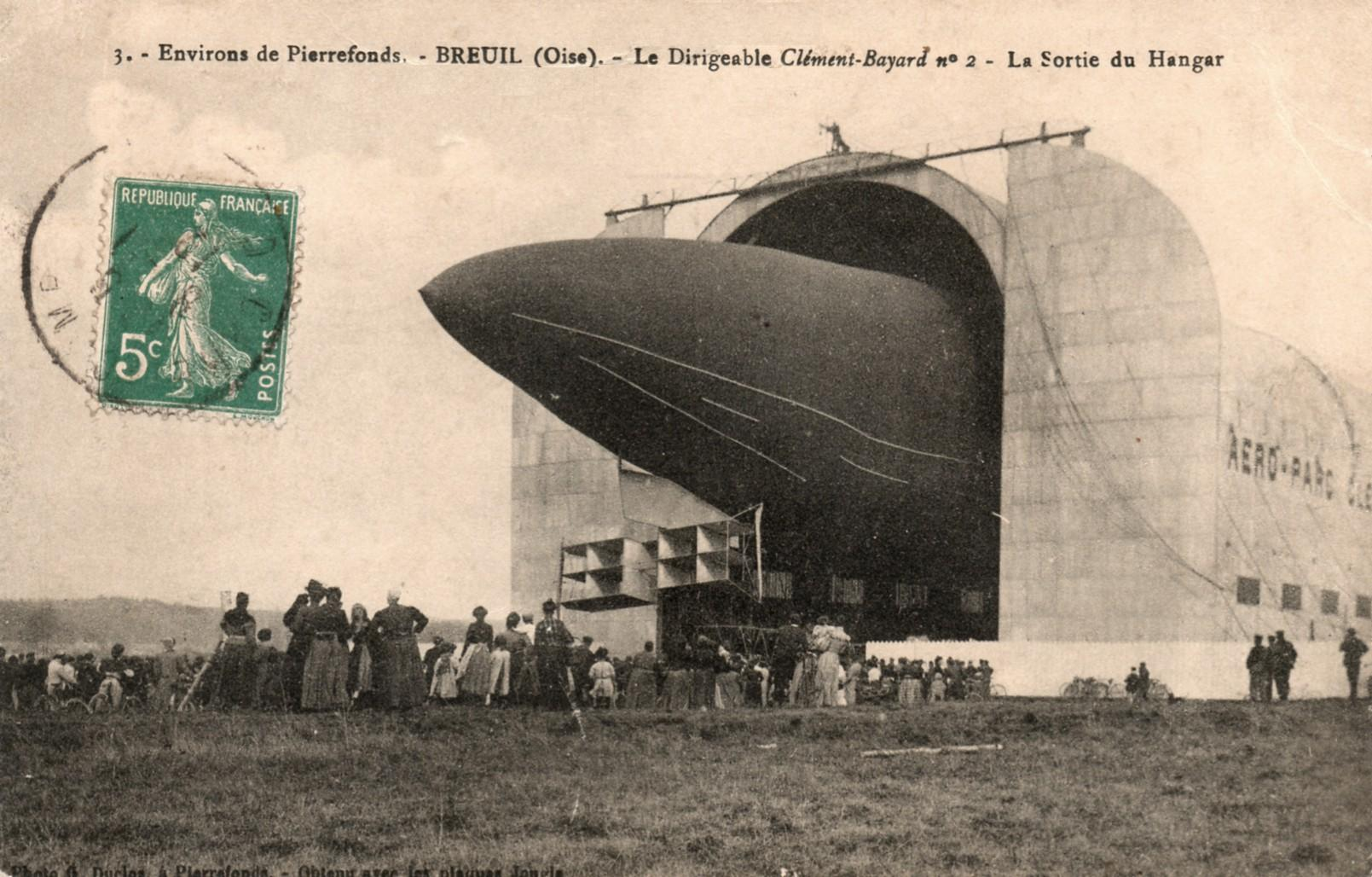
Le dirigeable Clément-Bayard no 2 en 1910 dans son hangar de Breuil.
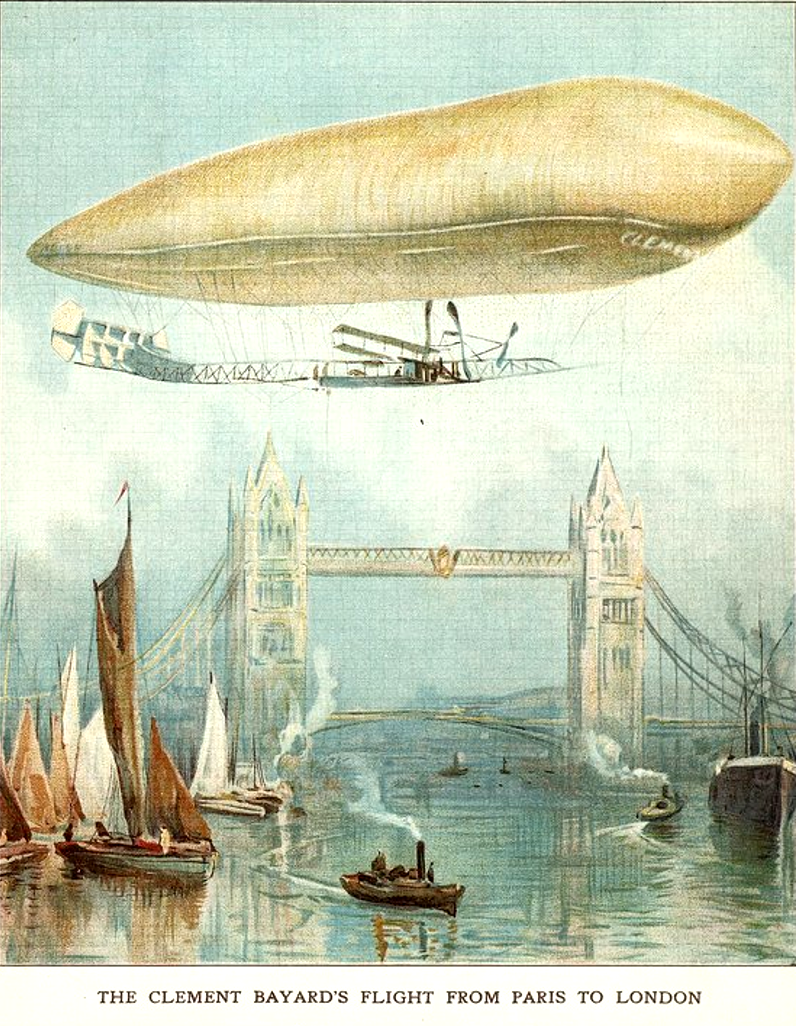
Vol de Paris à Londres dans un album illustré pour enfants de Ernest Nister.

### La marque Talbot

Clement-Talbot 4 CT de 1903 (London to Brighton VCR, 2011).

Outre-manche, Adolphe Clément s'associe en 1902 avec Charles Chetwynd, comte de Shrewsbury and Talbot, président du British automobile commercial syndicate pour créer la Clement-Talbot limited dans le but de fabriquer au Royaume-Uni des automobiles exactement identiques à celles déjà produites en France sous le nom de Clément-Bayard (cela afin d'échapper aux lourdes taxes d'importations). La production débuta dès 1903 sous l'appellation Clement-Talbot.

## Bibliographie

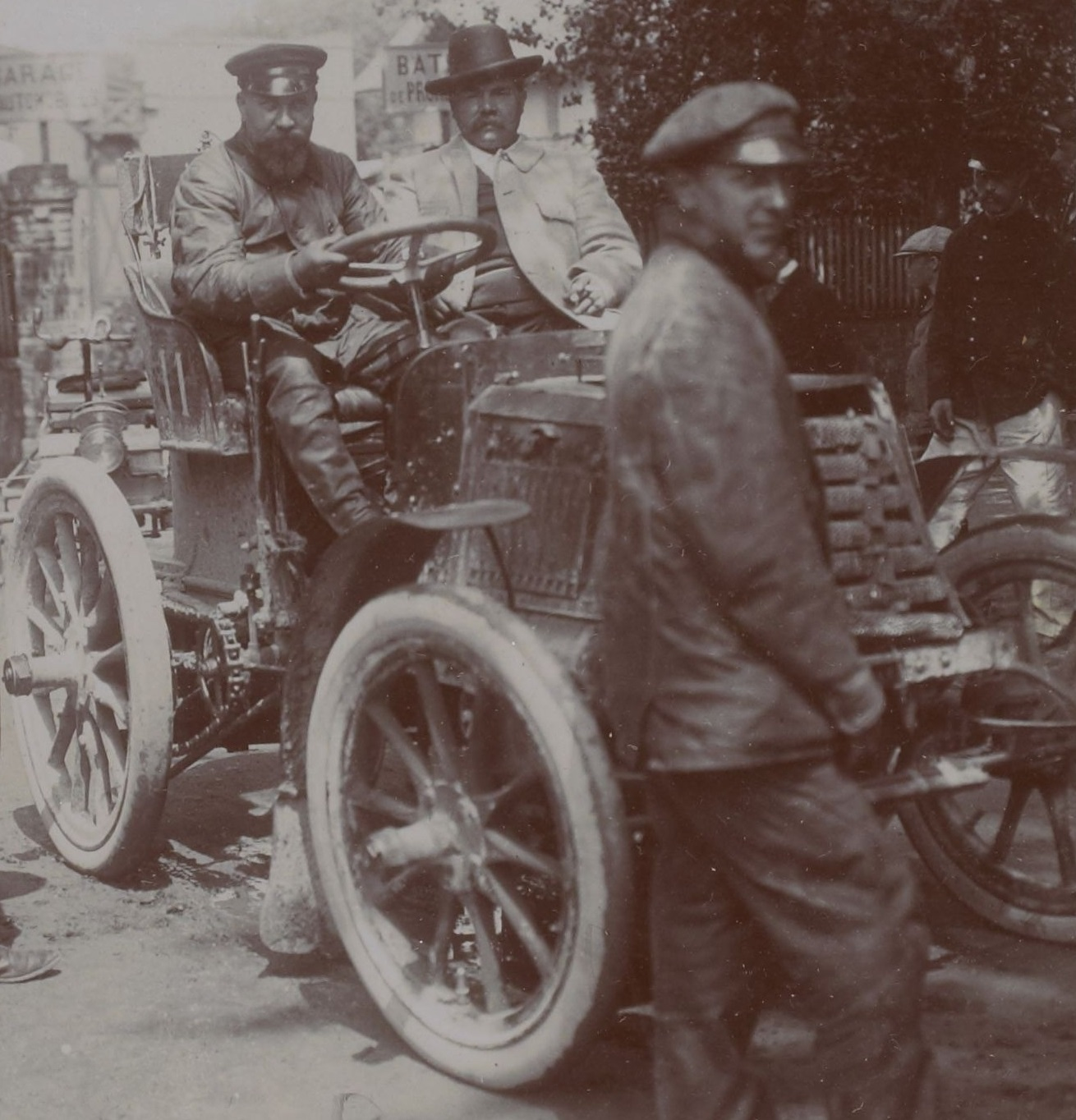
Adolphe Clément-Bayard au Tour de France automobile 1899 (septième).

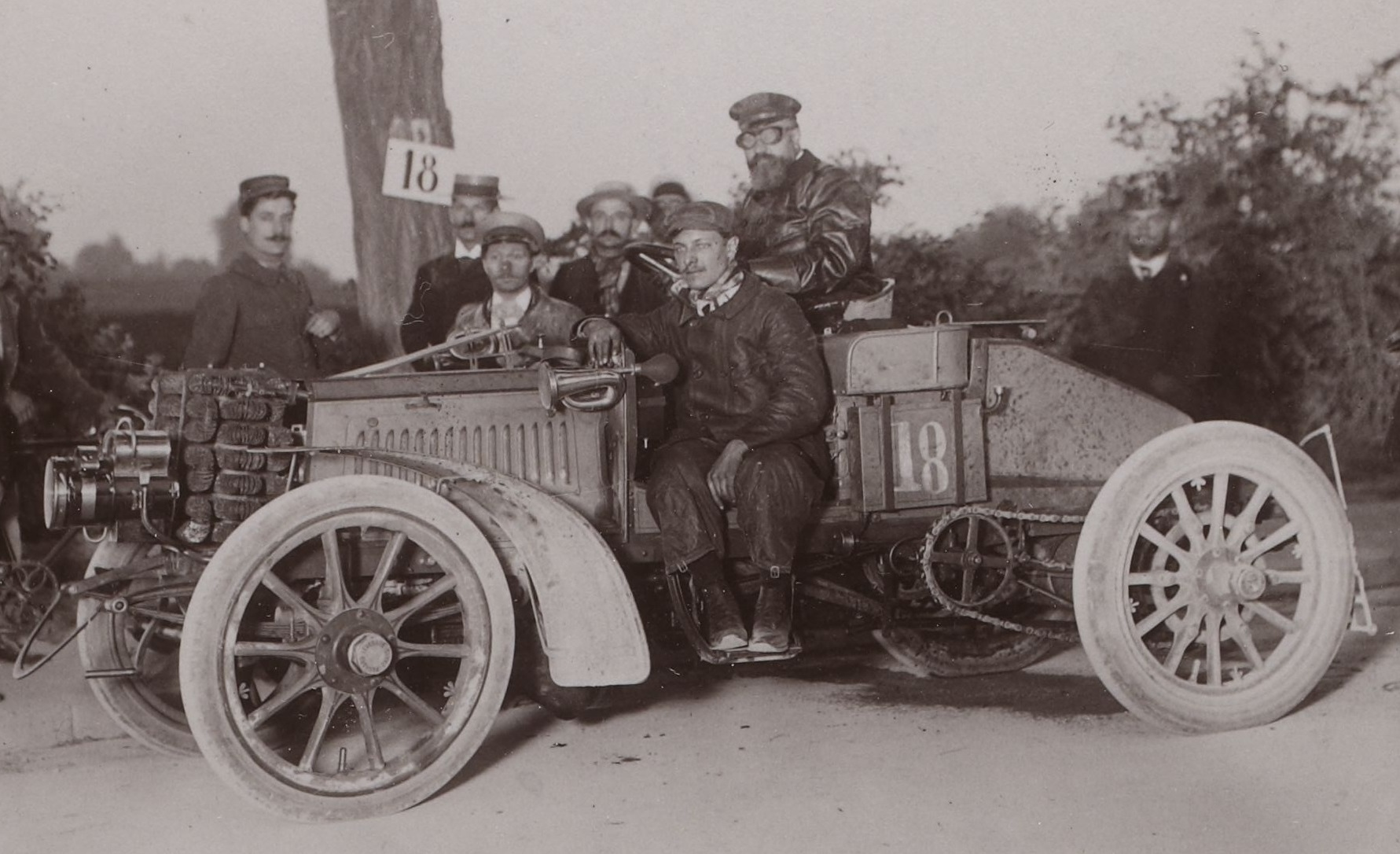
Adolphe Clément-Bayard au Paris-Berlin 1901.